# Râul Petrișu
Râul Petrișu sau Râul Pietrișu este un curs de apă, afluent al râului Budușelu. 

## Hărți
- Harta județului Bistrița